# Tarsjön, Värmland
Tarsjön är en sjö i Forshaga kommun i Värmland och ingår i Göta älvs huvudavrinningsområde.